# George Jerrard
George Birch Jerrard (* 1804 in Cornwell, Oxfordshire, England; † 23. November 1863 in Long Stratton, Norfolk, England) war ein britischer Mathematiker.

## Leben und Werk
George Jerrard studierte am Trinity College, Dublin von 1821 bis 1827. Jerrard ist für seine Untersuchungen über Gleichungen fünften Grades bekannt. Für diese fand er, dass sie stets durch eine polynomiale Transformation auf eine Gleichung der Form
{\displaystyle x^{5}+ax+b=0}
reduziert werden können, wobei außer dieser vereinfachten Gleichung, der sogenannten Bring-Jerrard-Normalform, nur Gleichungen bis vierten Grades zu lösen sind. Jerrards Resultat war für den Fall der Gleichung fünften Grades bereits zuvor von dem Mathematiker Erland Bring gefunden worden, allerdings formulierte Jerrard seinen Ansatz auch für Gleichungen höherer Grade.

## Schriften
- An Essay on the resolution of equations. Taylor and Francis 1859.
- On the possibility of solving equations of any degree however elevated. In: Philosophical Magazine, Series 4, Band 3, 1852, S. 457–460.